# Filipstad

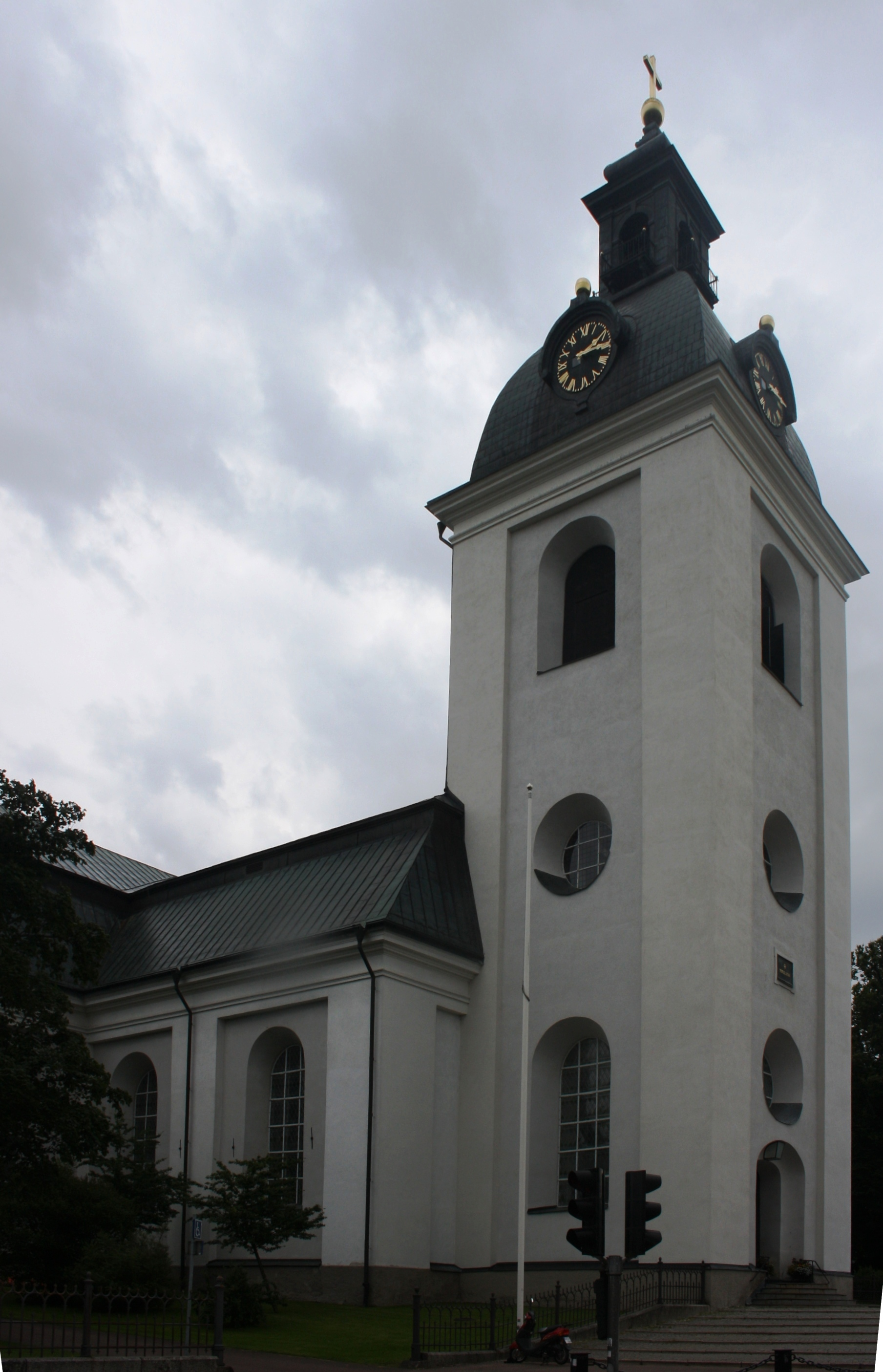
Biserica

Filipstad este un oraș în Suedia.

## Demografie
| \| Evoluția demografică a zonei urbane Filipstad, 1970–2015 \| Evoluția demografică a zonei urbane Filipstad, 1970–2015 \| Evoluția demografică a zonei urbane Filipstad, 1970–2015 \| Evoluția demografică a zonei urbane Filipstad, 1970–2015 \| Evoluția demografică a zonei urbane Filipstad, 1970–2015 \| \| --------------------------------------------------------------------------------------- \| -------------------------------------------------------- \| -------------------------------------------------------- \| -------------------------------------------------------- \| -------------------------------------------------------- \| \| An \| \| \| Locuitori \| \| \| 1970 \| 1970 \| \| 7.420 \| 7.420 \| \| 1975 \| 1975 \| \| 7.835 \| 7.835 \| \| 1980 \| 1980 \| \| 7.620 \| 7.620 \| \| 1990 \| 1990 \| \| 7.098 \| 7.098 \| \| 1995 \| 1995 \| \| 6.951 \| 6.951 \| \| 2000 \| 2000 \| \| 6.307 \| 6.307 \| \| 2005 \| 2005 \| \| 6.177 \| 6.177 \| \| 2010 \| 2010 \| \| 6.022 \| 6.022 \| \| 2015 \| 2015 \| \| 6.119 \| 6.119 \| \| Sursa: SCB - Statistika Centralbyrån, Folkmängden per tätort. Vart femte år 1960 - 2016 \| \| \| \| \| |      |  |           |       |
| Evoluția demografică a zonei urbane Filipstad, 1970–2015 |      |  |           |       |
| An |      |  | Locuitori |       |
| 1970 | 1970 |  | 7.420     | 7.420 |
| 1975 | 1975 |  | 7.835     | 7.835 |
| 1980 | 1980 |  | 7.620     | 7.620 |
| 1990 | 1990 |  | 7.098     | 7.098 |
| 1995 | 1995 |  | 6.951     | 6.951 |
| 2000 | 2000 |  | 6.307     | 6.307 |
| 2005 | 2005 |  | 6.177     | 6.177 |
| 2010 | 2010 |  | 6.022     | 6.022 |
| 2015 | 2015 |  | 6.119     | 6.119 |
| Sursa: SCB - Statistika Centralbyrån, Folkmängden per tätort. Vart femte år 1960 - 2016 |      |  |           |       |